# 75-й полк рейнджеров
75-й парашютно-десантный разведывательный полк Сухопутных войск США (75-й пдп СВ «рейнджер») (англ. 75th Ranger Regiment), также известный как Рейнджеры (англ. Rangers) — парашютно-десантный полк глубинной разведки в составе Сухопутных войск США. Подчиняется МО США. Штаб-квартира и основные части войск СВ расквартированы на территории в/ч СВ США Форт-Беннинг (ш. Джорджия).
Полк предназначен для выполнения боевых задач специального назначения, включая разведку и диверсии в тылах противника, захват аэродромов, разведку в интересах продвигающихся частей Сухопутных войск. Подразделения 75-го парашютно-десантного полка подготовлены к парашютному, вертолётному или морскому десантированию.

По решению руководства СВ США, один из парашютно-десантных батальонов 75-го пдп находится в состоянии повышенной боевой готовности к отправке в любую точку земного шара в течение 18 часов.

## История

### Первые части разведчиков «рейнджер» Сухопутных войск США
Принято считать, что первые подвижные части полевой разведки Сухопутных войск в тылах противника («рейнджеры») появились в США уже в конце XVII века, когда главный помощник губернатора колонии Плимут в Новой Англии Бенджамин Чёрч в чине капитана милиции Род-Айленда сформировал первое подразделение «рейнджеров Чёрча» для ведения боевых и разведывательных действий в войне Короля Филипа(1675—1678).
В середине XVIII века существовали т. н. «рейнджеры Роджерса», выполнявшие аналогичные задачи. Во время Войны за независимость США (1775—1783) существовал также армейский корпус разведчиков «рейнджер», а также «партизаны Мариона». В это время части «рейнджер» в основном занимались патрулированием неосвоенных приграничных районов США. Подразделения и части охраны тыловых районов и разведки тылов противника действовали в ходе англо-американской войны (1812—1814) и Гражданской войны в США (1861—1865).

### Части разведчиков «рейнджер» во Второй мировой войне
Так называемые части и подразделения глубинной разведки СВ США (части «рейнджер») появились во время Второй мировой войны.
1-й батальон «рейнджер» был сформирован 19 июня 1942 года на территории Северной Ирландии. 50 бойцов батальона участвовали в Дьепской операции. Затем 1-й батальон «рейнджер» принимал участие в высадке в Северной Африке и Тунисской кампании.
К концу боевых действий в Северной Африке появились 3-й и 4-й батальоны глубинной разведки СВ США, которые участвовали в Итальянской кампании, где в ходе высадки в Анцио 1-й, 3-й и 4-й батальоны «рейнджер» были практически полностью уничтожены и расформированы.
Созданные позднее 2-й и 5-й батальоны «рейнджер» участвовали в высадке в Нормандии, где родился их будущий девиз — Rangers lead the way (Рейнджеры (всегда) идут впереди! или Рейнджеры прокладывают путь). 6-й батальон «рейнджер» воевал на Филиппинах и провёл знаменитую операцию по спасению более 500 военнопленных из японского лагеря Кабанатуан в январе 1945 года.

### Части разведчиков «рейнджер» во время Холодной войны
После окончания Второй мировой войны все батальоны «рейнджер» были расформированы, однако начавшаяся в 1950 году Корейская война показала потребность Армии США в таких войсках. В ходе войны было создано 17 отдельных рот глубинной разведки СВ США (рот «рейнджер»), использовавшихся для разведки за линией фронта, патрулирования тылов противника и организации засад.

### 75-й парашютно-десантный полк «рейнджер» СВ США
В 1969 г. звание «рейнджер» вновь получили военнослужащие 75-го парашютно-десантного полка СВ США, в задачи которого входила разведка и рейды по тылам противника. Во Вьетнамской войне, опираясь на опыт войны в Корее, подразделения 75-го пдп СВ (подразделения «рейнджер») участвовали в составе 13 отдельных рот. 75-й пдп СВ был временно выведен в резерв СВ США в 1972 г. в результате сворачивания американского участия в войне.

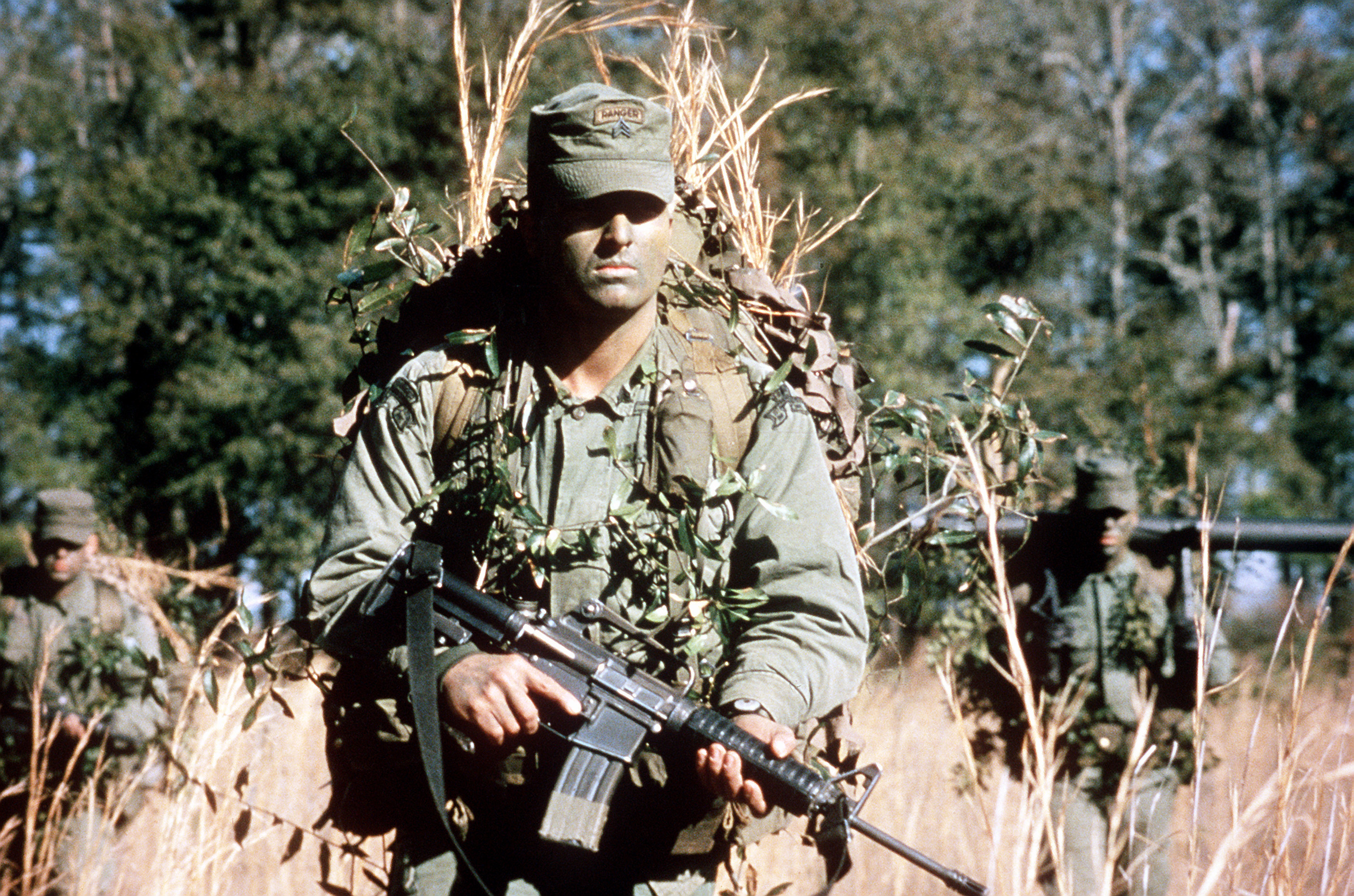
Разведчики частей «рейнджер» на войсковых учениях

Несмотря на расформирование 75-го пдп, в составе СВ США остались т. н. 1-й и 2-й отдельные разведывательные батальоны «рейнджер», принявшие активное участие, как разведывательно-диверсионные подразделения группировки Сухопутных войск США во вторжении на Гренаду в 1983 г. К 1980-м гг. дополнительно был сформирован ещё один (3-й) отдельный батальон «рейнджер».
В феврале 1986 г. все отдельные части «рейнджер» были сведены в отдельную парашютно-десантную часть Сухопутных войск — 75-й парашютно-десантный полк (пдп) СВ США. С 1989 г. 75-й пдп СВ США был передан в состав парашютно-десантных частей, подчинённых МО США(75-й пдп ССВ). Позднее была сформирована также т. н. учебная бригада «рейнджер» для подготовки специалистов-разведчиков Сухопутных войск США.

### 75-й пдп «рейнджер» после окончания Холодной войны
75-й пдп СпН СВ участвовал в вторжении ВС США в Панаму (1989 г.) и войне в Персидском заливе (1991 г). В ходе миротворческой операции в Сомали UNOSOM II 3-я парашютно-десантная рота (пдр) «рейнджер» входила в состав оперативной группы Ranger (Task Force Ranger), в задачу которой входил захват лидеров политического движения «Сомалийский национальный альянс», в том числе, генерала М. Айдида. 3-4 октября 1993 года подразделения 75-го пдп вместе с подразделениями 1-го оперативного полка СВ попали в засаду боевиков в Могадишо и понесла значительные потери (См. Сражение в Могадишо).
В 1994 году подразделения 1-го и 2-го парашютно-десантных батальонов 75-го пдп принимали участие в интервенции на Гаити.
В октябре 2001 г. передовые подразделения 3-го пдб 75-го полка первыми среди других частей СВ США, передислоцировались на территорию Республики Афганистан и приняли участие в военной операции против движения Талибан. В марте 2003 г. подразделения того же батальона совершили первое воздушное десантирование на территорию Республики Ирак.

## Подготовка разведчиков «рейнджер» СВ США

### Обзор
Рейнджеры проходят длительный период подготовки и обучения, который состоит из двух этапов. Первый — индивидуальная подготовка, второй — подготовка в составе батальона для действий в любой обстановке, в любых климатических условиях: бой в городе, джунглях, пустыне, Арктике, на море, борьба с террористами. Из состава полка для проведения специальных операций может быть выделена боевая группа «Дельта», в частности во время штурма аэропортов и зданий, захваченных террористами. Для этих же целей каждое подразделение полка имеет в своём составе команды зачистки зданий, специально подготовленные для выполнения подобного рода задач.

### Этапы
Подготовка рейнджеров проходит на территории военных баз Форт-Брэгг и Форт-Беннинг. В ходе подготовки все курсанты временно лишаются своих званий, их стригут наголо и переодевают в одинаковую форму без знаков различия. Однако ещё в своих частях кандидаты в рейнджеры проходят интенсивную физическую подготовку, которая призвана укрепить их и позволить выдержать высокие нагрузки, которые даются в школе. Нормативы следующие:
- 80 раз отжаться от пола в течение 2 минут;
- выполнить из положения «лёжа» 100 подъёмов туловища за 2 минуты;
- 15 раз подтянуться на перекладине;
- пробежать 2 мили за 12 минут.

Все эти упражнения выполняются подряд с 10-минутным перерывом между ними.
В течение 4 дней подряд также выполняются два марш-броска по пересечённой местности на 10 километров с грузом 18 кг и два — с грузом 20 кг за 90 минут каждый.
Те, кто прошёл эти испытания, допускаются до так называемой RAF — «начальной фазы подготовки рейнджера», проходящей в лагере Кэмп-Дерби. Она состоит из двух частей и заключается в проверке физической и боевой подготовке курсанта. Первая часть состоит из сдачи следующих нормативов:
- 52 отжимания от пола за 2 минуты;
- 62 подъёма туловища из положения «лёжа» за 2 минуты;
- 6 подтягиваний на перекладине;
- бег на 2 мили за 15 минут;
- заплыв на 15 метров в полном обмундировании и вооружении.

Далее начинается вторая часть, состоящая из тестов по боевой подготовке:
- Сборка карабина М4 и пулемёта М240 из перемешанных деталей;
- Тест по стрельбе;
- Тест по медицинской подготовке;
- Тест по радиоделу.

Следующий этап обучения проходит в Форт-Беннинге и включает в себя непосредственную подготовку рейнджеров. Он длится около 15 дней и включает в себя следующие предметы:
- Парашютная подготовка;
- Горная подготовка;
- Подрывное дело;
- Рукопашный бой (проводится каждый день);
- Форсирование водных преград;
- Уроки выживания в тылу противника;
- Тактика разведывательно-диверсионных операций, засад и контрзасадных действий;
- Физическая подготовка — три кросса: 2, 3 и 5 миль по пересечённой местности.

Предыдущие два этапа являются наиболее трудными во всём курсе подготовки; именно на них отсеиваются большинство кандидатов.
Третий этап длится 18 дней и состоит из проверки полученных навыков и проходит в лесистой местности. Это наиболее интенсивный и жёсткий этап; в его ходе курсантам позволяется в сутки всего 4 часа сна и один приём пищи, причём иногда — в одно и то же время. Здесь будущие рейнджеры отрабатывают разведывательно-диверсионные и противопартизанские действия.
На последнем этапе курсанты получают усиленную альпинистскую подготовку; инструкторами являются офицеры и сержанты 10-й горной дивизии. Он длится 12 дней и завершается контрольными спусками в полном вооружении — два днём, с высоты 100 и 200 метров, и один — ночью, с высоты 60 метров.

## Боевой состав
В состав 75-го парашютно-десантного разведывательного полка СВ входят три парашютно-десантных разведывательных батальона (пдб) и один батальон (отряд) СпН:
- 1-й пдб (англ. 1st Battalion, 75th Ranger Regiment) (армейский аэродром Хантер, Джорджия)
- 2-й пдб (англ. 2nd Battalion, 75th Ranger Regiment) (Форт-Льюис, Вашингтон)
- 3-й пдб (англ. 3rd Battalion, 75th Ranger Regiment) (Форт-Беннинг, Джорджия)
- Отдельный батальон СпН (англ. Special Troops Battalion, 75th Ranger Regiment)

Штатная численность каждого парашютно-десантного батальона — 660 человек в составе трёх парашютно-десантных рот и штабной роты. В связи с тем, что подразделения 75-го полка считаются т. н. «лёгкой» пехотой, на вооружении полка имеется ограниченное по сравнению с другими частями СВ США число бронетехники и тяжёлого вооружения.

## Командиры 75-го парашютно-десантного полка СВ
Список некоторых командиров 75-го полка СпН СВ «рейнджер»:
- полковник С. Маккристал (июнь 1997 — август 1999)
- полковник Р. Кларк
- полковник К. Вэнек (25 июля 2015 — наст. время)

### Известные военнослужащие
- Майкл Эчанис

## Символика 75-го пдп СпН СВ США

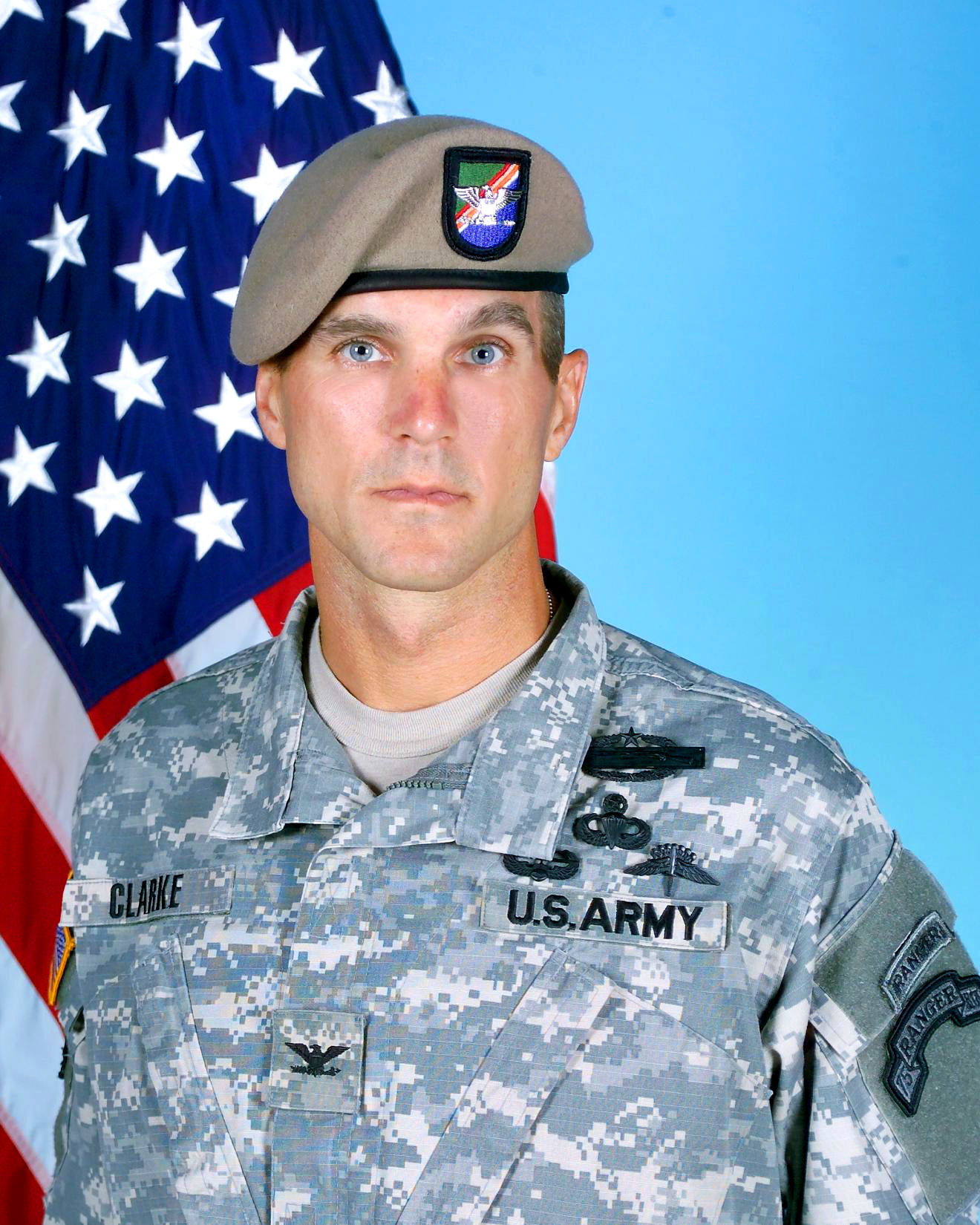
Командир 75-го пдп СпН СВ полковник Р. Кларк

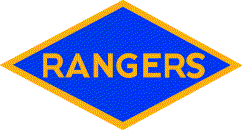
Нарукавная нашивка «рейнджер» частей глубинной разведки СВ США времён Второй мировой войны

Нашивка разведчиков «рейнджер» СВ США

### 75-й полк «рейнджер»
- Нарукавная нашивка[5]
- Знак на берет[6]
- Нашивка на берет[7]
- Поле парашютного знака[8]

### Подразделения полка

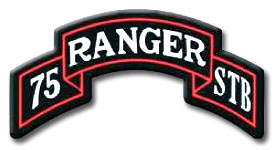
Нарукавная нашивка

1-й парашютно-десантный батальон (пдб)

Нарукавная нашивка
Знак на берет
Нашивка на берет
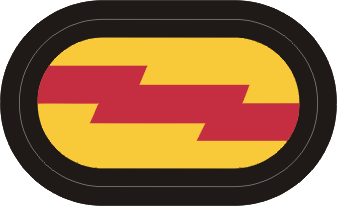
Поле парашютного знака

2-й пдб

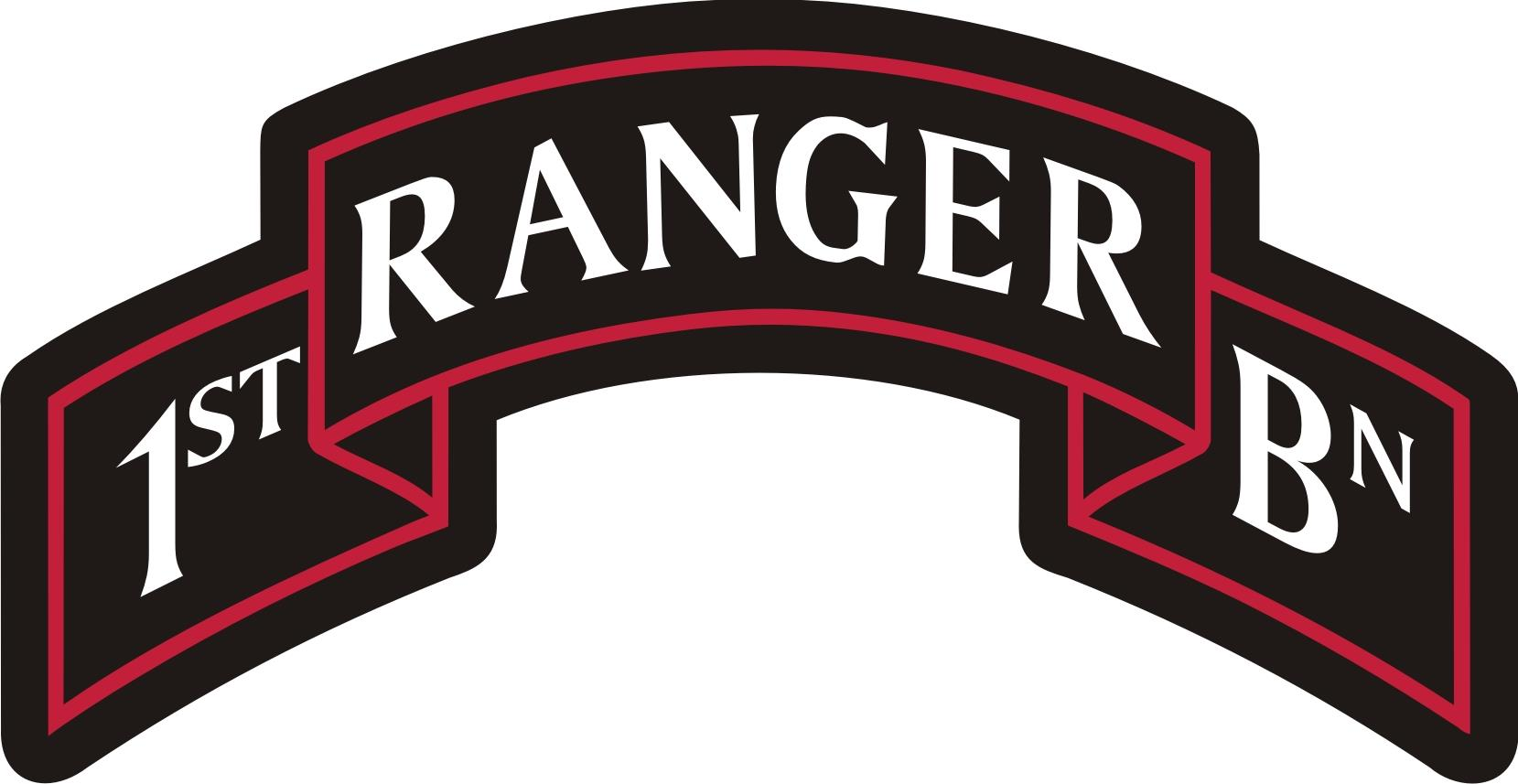
Нарукавная нашивка
Знак на берет
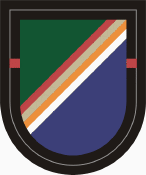
Нашивка на берет
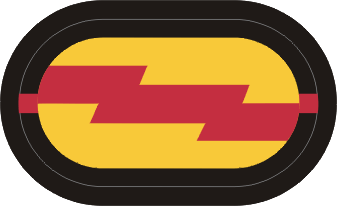
Поле парашютного знака

3-й пдб 

Нарукавная нашивка
Знак на берет
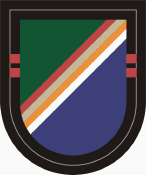
Нашивка на берет
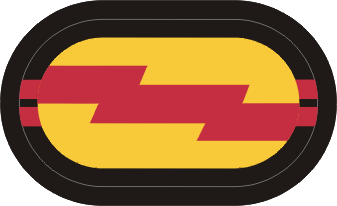
Поле парашютного знака

Отдельный батальон СпН 75-го пдп

Нарукавная нашивка
Знак на берет
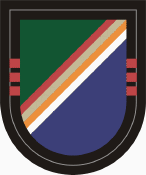
Нашивка на берет
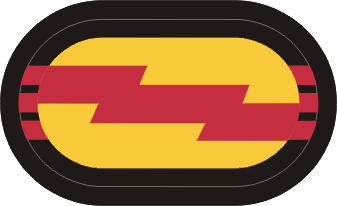
Поле парашютного знака

## Присяга разведчика «рейнджер»
Клятва рейнджера состоит из шести пунктов и напоминает акростих: первые буквы каждого правила составляют слово RANGER.

Зная, что я рейнджер, полностью понимая опасности выбранной профессии, я буду всегда стремиться поддержать престиж, честь и высокий боевой дух рейнджеров.
Понимая тот факт, что рейнджер — это элитный солдат, который прибывает в решающий момент сражения по земле, морю или воздуху, я знаю, что моя страна требует от меня, как от рейнджера, идти дальше, быстрее и сражаться более упорно, чем остальные солдаты.
Я никогда не брошу своих товарищей, всегда буду бдительным, физически сильным и морально стойким, и буду выполнять не только свою часть боевой задачи, где бы она ни возникла, но и всю её и даже больше.
Я продемонстрирую всему миру, что я специально отобранный и хорошо подготовленный солдат. Моя вежливость к старшим офицерам, аккуратность в одежде, исправность оружия будут служить другим примером для подражания.
Если я встречу врагов моей страны, я уничтожу их на поле боя, потому что я лучше подготовлен и буду сражаться со всей возможностью. Сдача в плен — это слово не для рейнджеров. Я никогда не позволю своим павшим товарищам попасть в руки врага, и ни при каких обстоятельствах никогда не опозорю свою страну.
Я с готовностью продемонстрирую подлинное мужество в бою и выполню задачу, даже если я буду единственным, кто остался в живых.
Рейнджеры всегда впереди.
Оригинальный текст (англ.)Recognizing that I volunteered as a Ranger, fully knowing the hazards of my chosen profession, I will always endeavor to uphold the prestige, honor, and high esprit de corps of my Ranger Regiment.

Acknowledging the fact that a Ranger is a more elite soldier who arrives at the cutting edge of battle by land, sea, or air, I accept the fact that as a Ranger my country expects me to move further, faster, and fight harder than any other soldier.

Never shall I fail my comrades. I will always keep myself mentally alert, physically strong, and morally straight and I will shoulder more than my share of the task whatever it may be, one hundred percent and then some.

Gallantly will I show the world that I am a specially selected and well trained soldier. My courtesy to superior officers, neatness of dress, and care of equipment shall set the example for others to follow.

Energetically will I meet the enemies of my country. I shall defeat them on the field of battle for I am better trained and will fight with all my might. Surrender is not a Ranger word. I will never leave a fallen comrade to fall into the hands of the enemy and under no circumstances will I ever embarrass my country.

Readily will I display the intestinal fortitude required to fight on to the Ranger objective and complete the mission, though I be the lone survivor.

Rangers, lead the way.

## В популярной культуре
- Высадка 2-го батальона в Нормандии (на мысе Пуэнт-дю-Хок) отражена в игре Call of Duty 2.
- В компьютерной игре Call of Duty: Modern Warfare 2 игра ведётся от лиц сразу двух бойцов 1-го батальона 75-го полка — рядового первого класса Джозефа Аллена и рядового Джеймса Рамиреса.
- В компьютерной игре Call of Duty: Modern Warfare 3 75-й полк упоминается как одно из подразделений, ведущих битву за Нью-Йорк.
- В компьютерной игре Medal of Honor, один из протагонистов игры — боец 1-го батальона 75-полка
- В компьютерной игре Army of TWO главные герои Салем Элиот и Риос Тайсон являются выходцами из армии рейнджеров.
- Сили Бут, один из главных героев сериала «Кости» в прошлом был снайпером этого подразделения.
- Джей Халстед, один из главных героев сериала «Полиция Чикаго» в прошлом был бойцом 3-го батальона этого подразделения.
- В фильме «Воздушная тюрьма» главный герой Кэмерон Поу (роль исполняет Николас Кейдж) является рейнджером, получившим 8 лет тюрьмы за применение военных навыков на гражданских лицах во время драки и их непреднамеренного убийства.
- В фильме Падение Чёрного ястреба, главное участие в боевых действиях принимает 2-я рота 3-го батальона 75-го полка рейнджеров.
- В мультсериале «Трансформеры: Прайм» «куратор» автоботов от правительства США спецагент Уильям Фоулер упоминает, что служил рейнджером.[11]
- В компьютерной игре «Delta Force: Black Hawk Down – Team Sabre» несколько миссий ведётся от лица бойца 75-го полка рейнджеров.
- Люк Алвес, один из главных героев сериала «Мыслить как преступник», в прошлом служил в этом подразделении.
- Персонаж сериала «Побег» Пол Келлерман был рейнджером, до того как устроился в Секретную службу.
- В фильме «Команда А» 2010 года полковник Ганнибал Смит (герой Лиама Ниссона) говорит, что он из 75-го отряда рейнджеров.